# Guindilia trinervis
Guindilia trinervis är en kinesträdsväxtart som beskrevs av John Gillies och William Jackson Hooker. Guindilia trinervis ingår i släktet Guindilia och familjen kinesträdsväxter. Inga underarter finns listade i Catalogue of Life.